# Tipperne
Tipperne og Værneengene er en halvø i Vestjylland, beliggende ved sydenden af Ringkøbing Fjord (Ringkøbing-Skjern Kommune – Region Midtjylland). Området der er en vigtig rasteplads for trækfugle, er opstået ved sandaflejringer, og er kun nogle få hundrede år gammelt. Det har været i statens eje siden sidste halvdel af 1700-tallet , og i 1898 blev der indført bestemmelser om fredning af det rige fugleliv i området. I 1928 blev der oprettet et fuglereservat, og der blev ansat en opsynsmand.
Reservatet, der hører under Miljøministeriet og administreres af Skov- og Naturstyrelsen via Oxbøl Statsskovdistrikt, har et samlet areal er på ca. 2.200 ha, hvoraf de ca. 1.500 ha er lavvandede vandarealer omkring halvøen.
Tipperne indgår i en større fredning af Ringkøbing Fjord, der desuden er udpeget som et Ramsarområde, dvs. et internationalt vigtigt område for vandfugle i henhold til Ramsar-konventionen og EF's fuglebeskyttelsesdirektiv.
For at give fuglene fred er Tipperne er normalt lukket for publikums adgang. Der er dog undtagelser, som regel om formiddagen på søndage.
Mens Tipperne som naturområde er i offentligt eje, er Værnengene privatejet. De privatejede arealer på Værnengene har givet anledning til adskillige sager i Natur- og Miljøklagenævnet, da Danmarks Naturfredningsforening ikke har ment, at lodsejerne på Værnengene har overholdt de internationalt fredningsbestemmelser og taget de nødvendige hensyn til sjældne fugle på Værnengene som eksempelvis Stor Kobbersneppe, Brushane og Engryle.

## Eksterne kilder og henvisninger
- Naturstyrelsens side om Tipperne Arkiveret 24. august 2013 hos  Wayback Machine
- Fugle og Natur's side om Tipperne
- Turistinformation om Tipperne og Værneenge Arkiveret 2. december 2013 hos  Wayback Machine

55°52′0″N 8°13′48″Ø / 55.86667°N 8.23000°Ø